# Contumyces vesuvianus
Contumyces vesuvianus är en svampart som först beskrevs av F. Brig., och fick sitt nu gällande namn av Redhead, Moncalvo, Vilgalys & Lutzoni 2002. Contumyces vesuvianus ingår i släktet Contumyces, klassen Agaricomycetes, divisionen basidiesvampar och riket svampar.   Inga underarter finns listade i Catalogue of Life.